# Blanche-Église

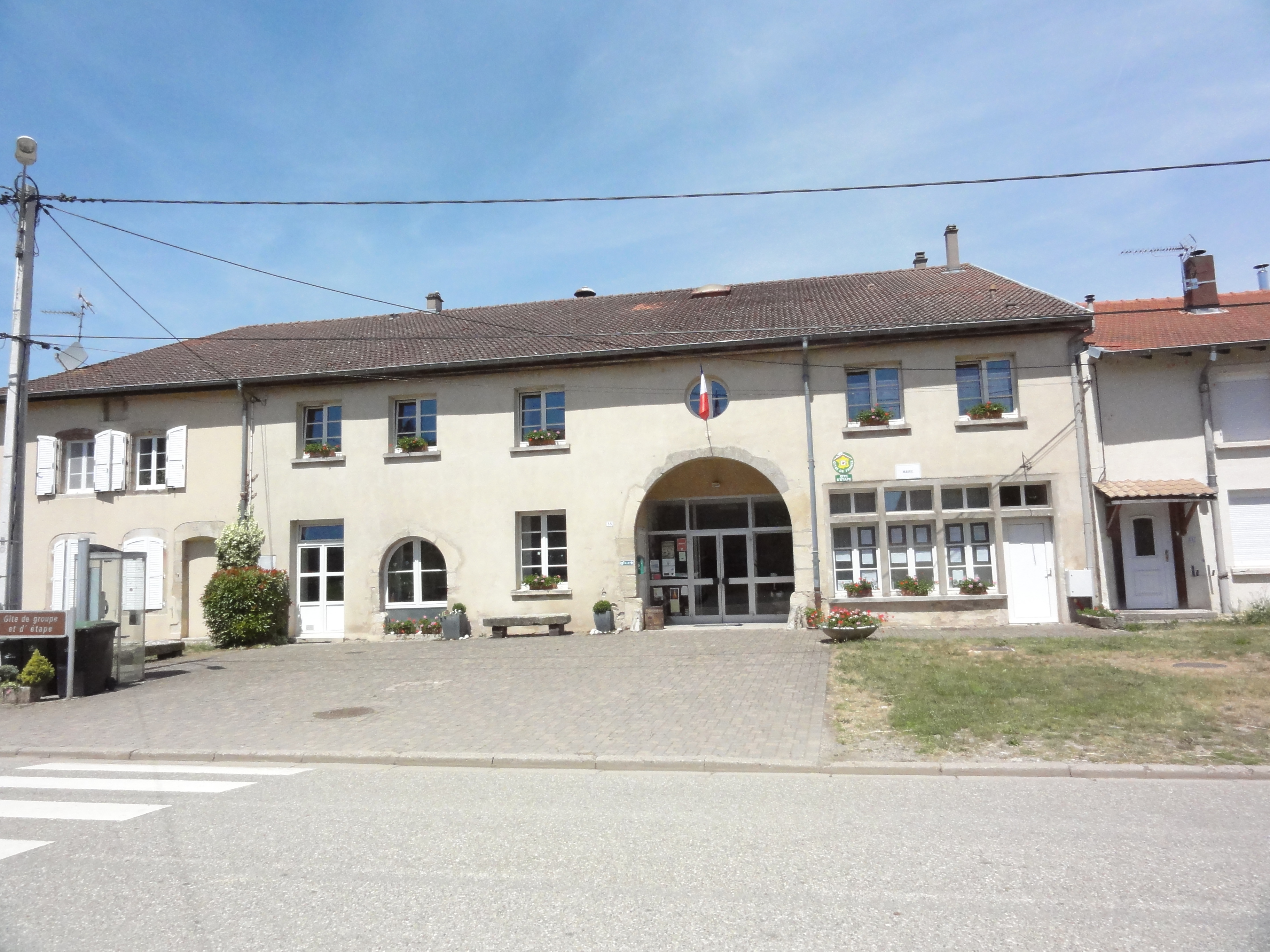
Rathaus (Mairie)

Blanche-Église (deutsch Weißkirchen) ist eine französische Gemeinde mit 105 Einwohnern (Stand 1. Januar 2022) im Département Moselle in der Region Grand Est (bis 2015 Lothringen). Sie gehört zum Arrondissement Sarrebourg-Château-Salins, zum Kanton Le Saulnois und zum Kommunalverband Saulnois.

## Geographie
Blanche-Église liegt 63 Kilometer südöstlich von Metz, 13 Kilometer ostsüdöstlich von Château-Salins und  vier Kilometer südwestlich von Dieuze (Duß) im Saulnois (Salzgau) auf einer Höhe zwischen 203 und 238 Metern über dem Meeresspiegel. Das Gemeindegebiet umfasst 6,83 Quadratkilometer. Die Seille fließt nördlich des Ortskerns durch das Gemeindegebiet, hier mündet auch ihr Zufluss Gueblange. Die Ortschaft ist Teil des Regionalen Naturparks Lothringen. Nachbargemeinden sind Mulcey im Nordwesten und Guéblange-lès-Dieuze (Güblingen) im Südosten.

## Geschichte
Die Ortschaft gehörte früher zum Herzogtum Lothringen. Blanche-Église wurde 1314 im Kopialbuch des Klosters Hauteseille (Abtei Ober-Seille) unter der lateinischen Bezeichnung Alba Ecclesia erstmals urkundlich erwähnt. Im 18. Jahrhundert wurde es im Livre terrier (seigneuriales Grundbuch) von Saint-Jean-de-Bassel als Veiskirchen erwähnt.
Blanche-Église gehörte im Mittelalter der Reichsabtei St. Maximin in Trier und war der Bailliage von Dieuze (Duß) unterstellt. 1676 verkaufte die Reichsabtei ihre Rechte an das Kartäuserkloster Bosserville.
1793 erhielt Blanche-Église als Blanche Eglise im Zuge der Französischen Revolution (1789–1799) den Status einer Gemeinde und 1801 unter dem heutigen Namen das Recht auf kommunale Selbstverwaltung. Die Gemeinde gehörte von 1801 bis 1871 zum damaligen Département Meurthe, das 1871 in Département Meurthe-et-Moselle umbenannt wurde.
Durch den Frankfurter Frieden vom 10. Mai 1871 kam die Region an das deutsche Reichsland Elsaß-Lothringen, und das Dorf wurde dem Kreis Château-Salins im Bezirk Lothringen zugeordnet. Die Dorfbewohner betrieben Getreide- und Obstbau.
Nach dem Ersten Weltkrieg musste die Region aufgrund der Bestimmungen des Versailler Vertrags 1919 an Frankreich abgetreten werden und wurde Teil des Département Moselle.
Im Zweiten Weltkrieg war die Region von der deutschen Wehrmacht besetzt.

### Bevölkerungsentwicklung
| Jahr      | 1962 | 1968 | 1975 | 1982 | 1990 | 1999 | 2007 | 2019 |
| Einwohner | 99   | 83   | 93   | 110  | 115  | 115  | 134  | 111  |

### Wappen
Das Wappen der Gemeinde ist ein redendes Wappen, Blanche-Église ist der französische Ausdruck für „weiße“ Kirche. Das Wappen zeigt auf der heraldisch rechten Seite eine silberne Kirche auf rotem Grund, denn die Farbgebung in der Heraldik setzt silberne Farbe mit weiß gleich, und auf der heraldisch linken Seite einen schwarzen Bären mit rotem Halsband auf goldenem Grund. Der Bär steht für die Reichsabtei St. Maximin, deren Wappen in der Mitte einen goldenen Schild mit einem schwarzen Bären trägt.

## Sehenswürdigkeiten

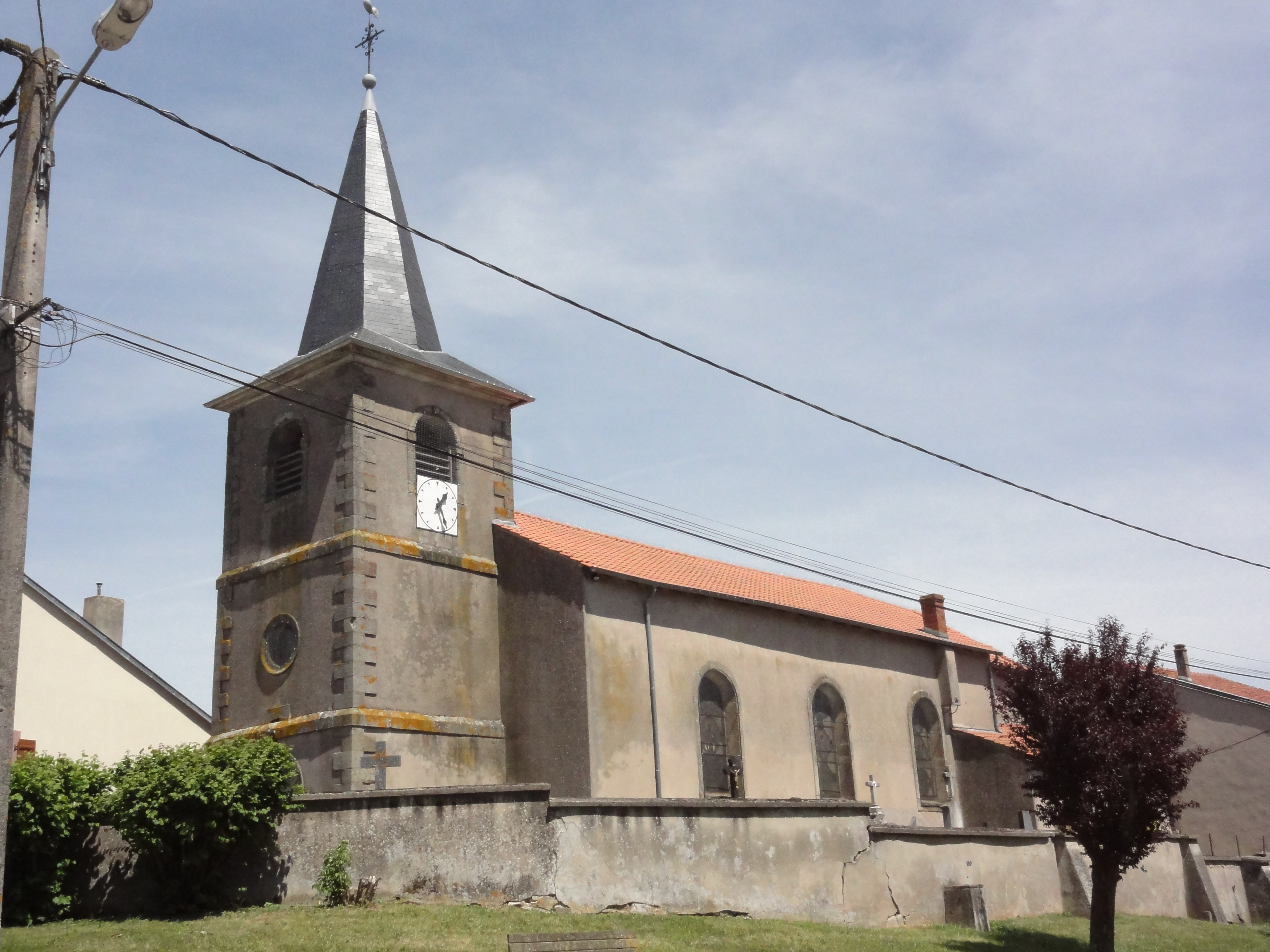
Kirche St. Maximin
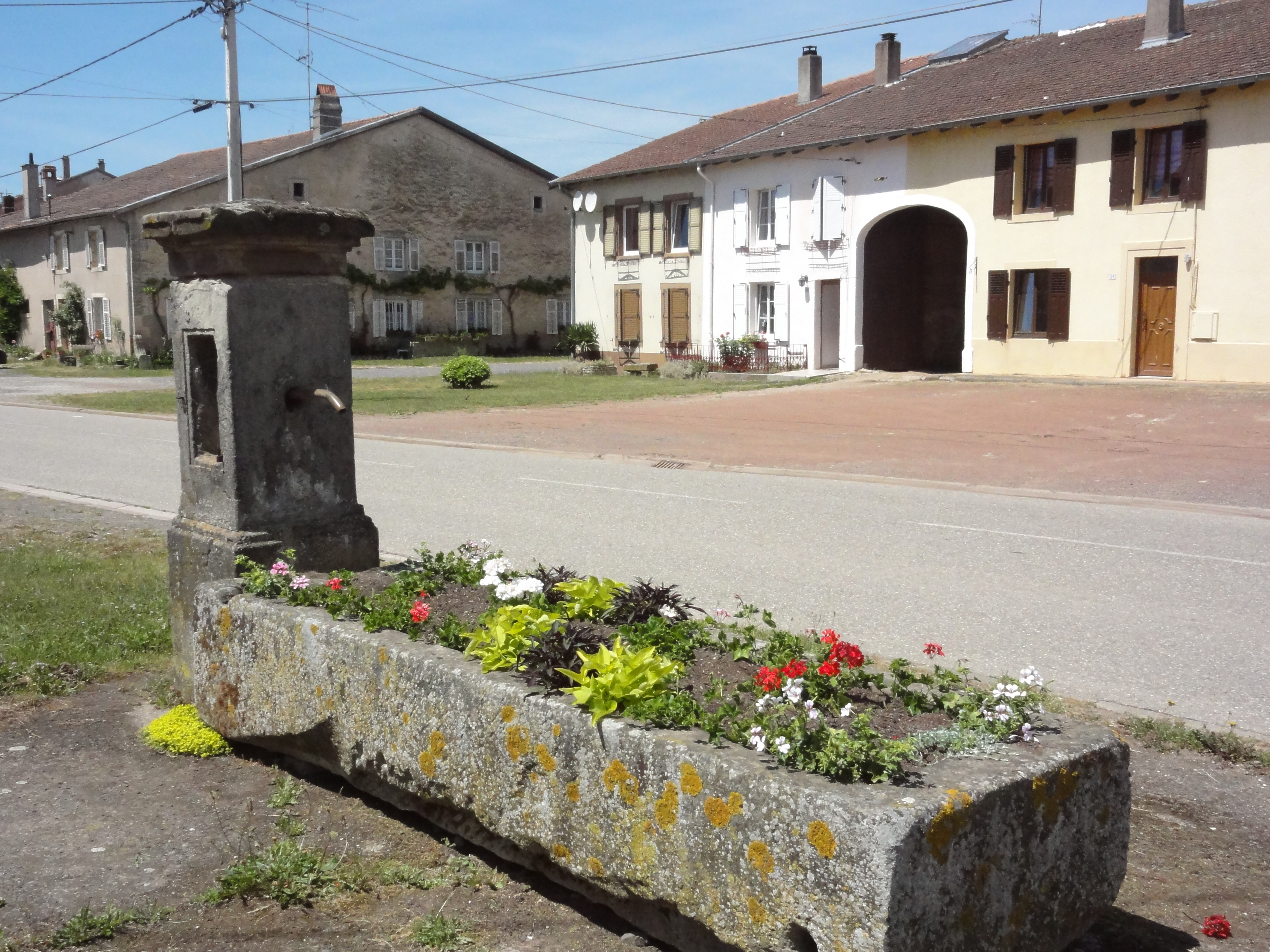
Flurkreuz
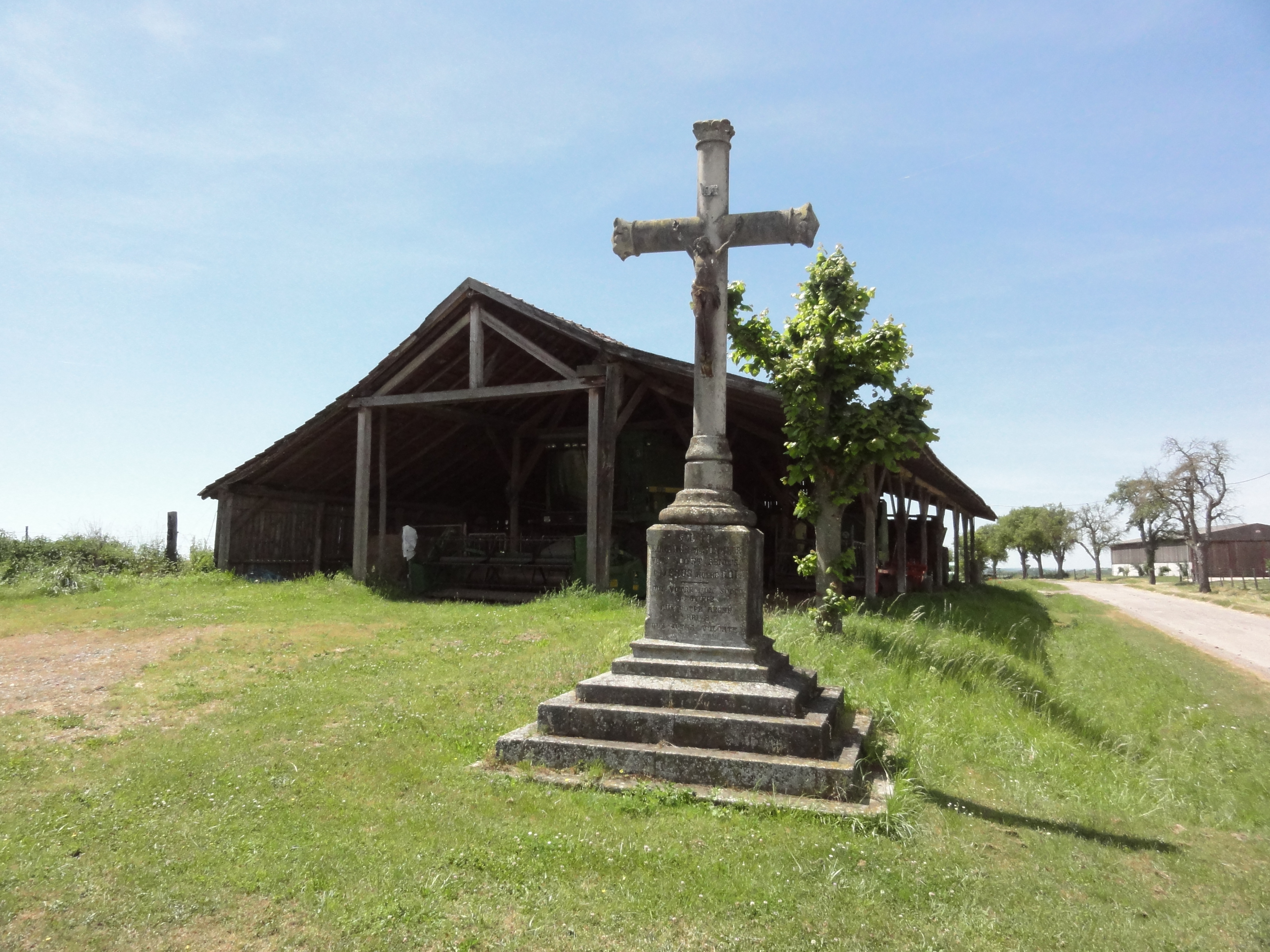
Brunnen

- Kirche St. Maximin
- Brunnen
- Flurkreuz